# Charlie Byrd
Charles Lee Byrd, più conosciuto come Charlie Byrd (Suffolk, 16 settembre 1925 – Annapolis, 2 dicembre 1999), è stato un chitarrista statunitense, noto per essere stato l'unico della sua epoca ad usare come strumento principale la chitarra classica invece della chitarra elettrica e per aver introdotto, insieme al sassofonista Stan Getz, i ritmi della bossa nova e della musica brasiliana nel jazz statunitense.

## Biografia

### Gli inizi
Charlie Byrd iniziò a suonare la chitarra da bambino sotto la guida del padre. A 10 anni iniziò a prendere lezioni di chitarra classica. Da adolescente già suonava in piccole formazioni della Virginia o a Washington mostrando notevole talento. Al Politecnico della Virginia suonò nella banda scolastica e durante la seconda guerra mondiale suonò in Europa nella banda dell'esercito.
Dopo la guerra, si stabilì a New York dove suonò con gruppi locali di jazz con il clarinettista Joe Marsala e con l'orchestra del pianista Freddie Slack.
Byrd ammirava i chitarristi jazz dell'epoca, tra i quali ovviamente Charlie Christian, ma aveva una predilezione per il genio francese Django Reinhardt che aveva conosciuto a Parigi durante la guerra e che l'aveva molto impressionato.

### Dal blues a Bach
Nel 1950 Byrd tornò nella capitale per studiare la chitarra classica con il noto maestro Sophocles Papas. Come chitarrista si era sempre sentito limitato dalle sue capacità tecniche e dall'uso del plettro. Studiò a fondo teoria musicale e migliorò sensibilmente la sua tecnica strumentale. Nel 1954 si trasferì in Italia, a Siena, dove poté studiare per sei settimane con il grande Andrés Segovia. In seguito studiò anche in Sud America e a Cuba.
Dopo aver approfondito e migliorato le sue conoscenze, Charlie Byrd formò il suo primo gruppo, un trio con contrabbasso e batteria. Con questa formazione trovò la sua dimensione ideale di solista e di concertista. Poté realizzare il suo sogno di mescolare senza ostacoli formali jazz, blues e musica classica.
I critici dell'epoca scrissero che Charlie Byrd era stato il primo a trovare una collocazione e un motivo di esistere alla chitarra spagnola (cioè flamenco o classica) nel jazz. Come diceva lui stesso, Byrd suonava di tutto, "dal blues a Bach".
La chitarra, nel jazz, era sostanzialmente ferma a Charlie Christian. Charlie Byrd, influenzato da Django Reinhardt e da Andrés Segovia cercava ancora una strada innovativa. L'idea di mescolare musica classica e jazz fu uno dei tentativi meglio riusciti, in quell'epoca, di dare una dimensione nuova al suo strumento.
Nella seconda metà degli anni cinquanta il trio di Charlie Byrd suonò regolarmente nell'area di Washington e realizzò diverse incisioni. La formula era sempre quella del concerto in stile classico con un repertorio di standard interpretati in chiave classica, jazz o, più spesso, mista. Al di fuori del trio, Byrd suonò anche brevemente nell'orchestra di Woody Herman.

### Il jazz samba
Nel 1961, Charlie Byrd fu invitato a effettuare una tournée di 12 settimane in Brasile con il trio (di cui facevano parte all'epoca il bassista Keter Betts ed il batterista Buddy Deppenschmidt) per conto del Dipartimento alla Difesa statunitense.
Byrd conosceva già la chitarra sudamericana ed in particolare lo stile cubano, ma, arrivato a Rio de Janeiro, rimase colpito dal modo, del tutto nuovo, con cui i brasiliani suonavano: era la "batida" tipica della bossa nova inventata e resa popolarissima dal cantante e chitarrista João Gilberto. In Brasile conobbe e suonò con Gilberto, e fu molto impressionato dal talento non ancora espresso del chitarrista Baden Powell.
Tornato negli Stati Uniti, e dopo qualche tentativo andato a vuoto, nel 1962, Charlie Byrd riuscì a coinvolgere il sassofonista Stan Getz e il produttore Creed Taylor della Verve Records nella realizzazione del celebre album Jazz Samba.
Jazz Samba ebbe un successo straordinario al punto di rilanciare la carriera di Stan Getz e di portare alla ribalta il chitarrista. Il disco è considerato il primo esempio dello stile musicale omonimo nel quale il jazz si fonde ai ritmi brasiliani della bossa nova e del samba vero e proprio. Fu anche l'inizio dell'invasione di musica brasiliana negli Stati Uniti.
Nel 1963 uscì Bossa Nova Pelo Passaros, disco in cui Byrd, approfittando del successo acquisito, esplorò con maggior convinzione la musica brasiliana e la musica latina accompagnarto da una orchestra di archi. Il disco divenne a sua volta un classico del genere e fu bissato poco dopo da Once More! Bossa Nova.

### Una grande chitarra
Dopo il successo clamoroso del disco con Getz, Charlie Byrd continuò a suonare sia musica classica che bossa nova, registrando diversi dischi da solo o con formazioni d'archi, potendo finalmente contare su un contratto discografico vantaggioso con la Columbia Records.
Nel 1973 formò un gruppo con i chitarristi Barney Kessel e Herb Ellis come The Great Guitars e con i quali realizzò moltissimi dischi e molte fortunate tournée.
In seguito incise anche con il chitarrista brasiliano Laurindo Almeida e con il sassofonista Bud Shank che, più di 20 anni prima, nel 1953, avevano già tentato, senza successo apprezzabile, di fondere la musica brasiliana con il jazz.
Nel 1974 Charlie Byrd scrisse anche un metodo di chitarra che ebbe una grande diffusione e divenne uno dei testi di riferimento per la chitarra jazz. Negli anni successivi intensificò la sua attività didattica pubblicando libri sulla tecnica chitarristica di tutti i generi (dal jazz, alla bossa nova, alle canzone natalizie, ecc.).
Sempre nel 1974 realizzò un disco con il chitarrista classico Aldemaro Romero contenente la fortunata Romance.
Un disco tra i più riusciti degli anni settanta è certamente Blue Byrd con nuove composizioni e un primo tentativo di abbandonare il cliché chitarra/orchestra del periodo Columbia Records.
Negli ultimi anni, ricevette premi e riconoscimenti sia in Brasile che nel suo paese per l'opera di diffusione della bossa nova e del jazz samba.
Charlie Byrd continuò a incidere e a suonare fino alla morte, dovuta a un tumore, il 2 dicembre 1999. Lasciò la moglie, Rebecca, due figli e una nipotina.
La sua ultima esibizione avvenne, solo pochi mesi prima della morte, il 18 settembre 1999 ad Annapolis nel Maryland dove viveva.

## Discografia

### Album
- 1957 - Jazz Recital (Savoy Records, MG 12099) ripubblicato con il titolo di First Flight nel 1980 (Savoy Records)
- 1957 - Blues for Night People (Savoy Records, MG 12116) ripubblicato con il titolo di Midnight Guitar nel 1978 (Savoy Records)
- 1958 - Jazz at the Showboat (Offbeat Records, OJ-3001) ripubblicato con il titolo di Bird's Word nel 1963 (Riverside Records)
- 1959 - Jazz at the Showboat, Vol. II: Byrd in the Wind (Offbeat Records, OJ-3005) ripubblicato con il titolo di Byrd in the Wind nel 1963 (Riverside Records)
- 1959 - Moody Woody (Everest Records, LPBR 5032) a nome Woody Herman and His Orchestra with Charlie Byrd, ripubblicato nel 1963 con il titolo Bamba-Samba Bossa Nova
- 1960 - Jazz at the Showboat: Volume 3 (Offbeat Records, OLP 3006) ripubblicato con il titolo di Mr. Guitar nel 1963 (Riverside Records)
- 1961 - Charlie's Choice: Jazz at the Showboat, Volume IV (Offbeat Records, OJ-3007) ripubblicato con il titolo di The Guitar Artistry of Charlie Byrd nel 1963 (Riverside Records)
- 1961 - Charlie Byrd at the Village Vanguard (Offbeat Records, OLP 3008) ripubblicato con lo stesso titolo nel 1963 dalla Riverside Records
- 1962 - Blues Sonata (Offbeat Records, OLP 3009) ripubblicato con lo stesso titolo nel 1963 dalla Riverside Records
- 1962 - Jazz Samba (Verve Records, V6-8432) con Stan Getz
- 1962 - Latin Impressions (Riverside Records, RLP 427)
- 1962 - Bossa Nova Pelos Passaros (Riverside Records, RM/RS-436/9436)
- 1963 - Once More! Charlie Byrd's Bossa Nova (Riverside Records, RM/RS-454/9454)
- 1964 - Byrd at the Gate (Riverside Records, RM/RS 467/9467)
- 1965 - Guitar/Guitar (Columbia Records, CL/CS 2330/9130) con Herb Ellis
- 1965 - Brazilian Byrd (Columbia Records, CL/CS 2337/9137)
- 1965 - Byrd Song: Charlie Byrd with Voices (Riverside Records, RM/RS 481/9481)
- 1966 - Travellin' Man (Columbia Records, CL/CS 2435/9235) Live
- 1966 - The Touch of Gold (Columbia Records, CL/CS 2504/9304)
- 1966 - Christmas Carols for Solo Guitar (Columbia Records, CL/CS 2555/9355)
- 1967 - Byrdland (Columbia Records, CL/CS 2592/9392)
- 1967 - Solo Flight (Riverside Records, RM/RS 498/9498)
- 1967 - More Brazilian Byrd (Columbia Records, CL/CS 2692/9492)
- 1968 - Sketches of Brazil: Music of Villa Lobos (Columbia Records, CL/CS 2782/9582)
- 1968 - Hit Trip (Columbia Records, CS 9627)
- 1968 - Delicately (Columbia Records, CS 9667)
- 1969 - The Great Byrd (Columbia Records, CS 9747)
- 1969 - Aquarius (Columbia Records, CS 9841)
- 1969 - Byrd Man with Strings (Riverside Records, RS 3044)
- 1969 - Let Go (Columbia Records, CS 9869)
- 1970 - Plays the Greatest Hits of the 60's (Columbia Records, CS 9970)
- 1970 - Let It Be (Columbia Records, CS 1053)
- 1970 - The Look of Love (Harmony Records, HS 11410)
- 1971 - The Stroke of Genius (Columbia Records, C 30380)
- 1971 - For All We Know (Columbia Records, G 30622) 2 LP
- 1971 - Onda Nueva/The New Wave (CBS Records, S 64879) con Aldemaro Romero
- 1973 - The World of Charlie Byrd (Columbia Records, KG 31967) 2 LP
- 1973 - Crystal Silence (Fantasy Records, F-9429)
- 1974 - Tambu (Fantasy Records, F-9453) con Cal Tjader
- 1974 - Byrd by the Sea (Fantasy Records, F-9466)
- 1975 - Top Hat (Fantasy Records, F-9496) con Nat Adderley
- 1975 - Great Guitars (Concord Jazz Records, CJ-4) con Barney Kessel e Herb Ellis
- 1976 - Great Guitars 2 (Concord Jazz Records, CCD 4023) con Barney Kessel e Herb Ellis
- 1976 - Swings Downtown (Improv Records, IMP 7116) anche con il titolo di Triste
- 1977 - Charlie Byrd (Crytal Clear Records, CCS 8002) pubblicato anche con il titolo di Direct Disc Recording
- 1978 - Great Guitars / Straight Tracks (Concord Jazz Records, CJD-1002) con Barney Kessel e Herb Ellis
- 1979 - Bluebyrd (Concord Jazz Records, CJ-82)
- 1980 - Great Guitars at the Winery (Concord Jazz Records, CJ-131) con Barney Kessel e Herb Ellis
- 1980 - Sugarloaf Suite (Concord Jazz Picante Records, CJP-114)
- 1980 - Brazilian Soul (Concord Jazz Picante Records) con Laurindo Almeida
- 1982 - Brazilville (Concord Jazz Records, CJP-173) con Bud Shank
- 1982 - Charlie Byrd Christmas Album (Concord Concert Records)
- 1983 - Latin Odyssey (Concord Jazz Picante Records) con Laurindo Almeida
- 1984 - Isn't It Romantic (Concord Jazz Records)
- 1985 - Tango (Concord Jazz Picante Records) con Laurindo Almeida
- 1985 - Rise and Shine (Newport Classic Records) con Paula Hatcher
- 1986 - Byrd and Brass (Concord Jazz Records)
- 1988 - It's a Wonderful World (Concord Jazz Records) con Scott Hamilton
- 1989 - Christmas with Byrd and Brass (Concord Concerto Records)
- 1990 - Great Guitars: Straight Tracks (Concord Jazz Records)
- 1992 - The Washington Guitar Quintet (Concord Jazz Records)
- 1993 - Music to Dine By (Leisure Audio Records)
- 1993 - Aquarelle (Concord Jazz Records)
- 1994 - I've Got the World on a String (Timeless Records)
- 1994 - Moments Like This (Concord Jazz Records)
- 1995 - Jazz 'n' Samba (Hindsight Records)
- 1995 - Du Hot Club de Concord (Concord Jazz Records)
- 1996 - Live at Music Room (M.S. Distributing Co.1 Records)
- 1996 - Return of the Great Guitars (Concord Jazz Records)
- 1997 - Au Courant (Concord Jazz Records)
- 1999 - My Inspiration: Music of Brazil (Concord Jazz Records)[1][2]

### Realizzazioni postume e raccolte
- 2000 - For Louis
- 2000 - Charlie Byrd
- 2000 - Best of Concorde years
- 2002 - Byrd in the Wind - Charlie Byrd Trio and Woodwinds
- 2003 - Brazil & Beyond - Laurindo Almeida e Charlie Byrd
- 2005 - Bamba Samba Bossa Nova
- 2005 - Everybody's Doin' the Bossa Nova
- 2005 - Great Guitars Concord Jazz
- 2005 - Let Go
- 2005 - Lodovico Roncalli Suites
- 2005 - Music of the Brazilian Masters
- 2005 - World of Charlie Byrd
- 2005 - Homage to Jobim: Live at the Fujitsu-Concord 26th Jazz Festival